# Meyer aus Berlin
Meyer aus Berlin er en tysk stumfilm fra 1919 af Ernst Lubitsch.

## Medvirkende
- Ernst Lubitsch som Sally Meyer
- Ethel Orff som Paula
- Heinz Landsmann som Harry
- Trude Troll som Kitty